# UFC 202
UFC 202：迪亚兹对麦格雷戈二番战（UFC 202: Diaz vs. McGregor 2）是终极格斗冠军赛（UFC）主办的一场综合格斗赛事，于2016年8月20日在美国内华达州天堂市的T-Mobile体育馆举行。